# Fingerprint (Bibliothekswesen)
Als Fingerprint bezeichnet man im Bibliothekswesen eine Formel zur Identifizierung alter Drucke. Er ist eine Folge von Zeichen, die von festgelegten Seiten und Zeilen eines gedruckten Buches entnommen werden und die in Verbindung mit dem Erscheinungsdatum dazu bestimmt sind, Drucke unterschiedlicher Ausgaben und Druckvarianten anhand der Titelaufnahme zu unterscheiden.

## LOC-/ bzw. FEI-Fingerprint
Diese Methode beruht darauf, verschiedene Druckvarianten anhand der im Typographischen Kreislauf entstehenden Unterschiede im Zeilenumbruch identifizieren zu können.
Die Grundlage für diese Fingerprintmethode bildete das 1968 begonnene Project LOC (London, Oxford, Cambridge) der Bibliotheken des British Museum in London, der Bodleian Library in Oxford sowie der Cambridge University Library. Das dort entwickelte LOC-Verfahren wurde in der Folge weiter entwickelt und 1984 als dreisprachiges Regelwerk "Fingerprints = Empreintes = Impronte" (FEI) in englischer, französischer und italienischer Sprache veröffentlicht. Der Fingerprint fand in Großbritannien, Frankreich, Belgien, Spanien und der Schweiz rasch Anwendung, während er in Deutschland lange unbeachtet blieb. Erstmals wurde er in kleinem Umfang 1978 bei der Bibliographie der Flugschriften des frühen 16. Jahrhunderts (1501 – 1530) von Hans-Joachim Köhler benutzt und schließlich von 1986 bis 1988 an über 2500 Objekten der Universitätsbibliothek München erprobt. 1992 veröffentlichte Wolfgang Müller (1940–2021) eine deutsche Bearbeitung des FEI-Regelwerks. Die Angabe des FEI-Fingerprints ist ein unverzichtbarer Bestandteil bei der Katalogisierung von Titeln im VD 17.
Diese Methode bietet den Vorteil, dass sie nach kurzer Einarbeitung schnell erlernbar und ohne weitere Hilfsmittel anwendbar ist. Bei zeilenidentischen Nachdrucken oder bei Titelauflagen mit demselben Erscheinungsjahr und damit identischen Fingerprints kann jedoch kein eindeutiger Identifikator gebildet werden.

### Struktur
Der Fingerprint besteht aus 16 Zeichen in vier Gruppen. Sie werden folgenden Seiten des Buches entnommen:
- 1. Gruppe: der ersten bedruckten Rektoseite, die der Titelseite folgt und nicht selbst eine Titelseite ist
- 2. Gruppe: der vierten Rektoseite nach der für die erste Gruppe verwendeten
- 3. Gruppe: der Rektoseite, welche der für die zweite Gruppe herangezogenen folgt und die korrekte Zahl 13, ersatzweise 17, trägt
- 4. Gruppe: der Versoseite, der für die dritte Gruppe verwendeten Seite

Auf jeder Seite werden jeweils zwei Zeichen zuerst der letzten und dann der vorletzten Zeile entnommen – bei Rektoseiten die beiden Zeichen am Ende der Zeilen, bei der Versoseite die beiden Zeichen am Anfang der Zeilen.
Beispiel: e,en a-r- e.m- *G&p
Hinzu kommen i. d. R.:
- Ein Indikator, der anzeigt, welcher Seite des Buches die dritte Zeichengruppe entnommen wurde: “3” für Seite 13, “7” für Seite 17 oder “C” bei fehlender oder falscher Zählung.
- Das Erscheinungsdatum
- Bei mehrbändigen Werken die Zählung des Bandes

Beispiel: e,en a-r- e.m- *G&p 3 1737R 2,2

## STCN-Fingerprint (vingerafdruk)
Der STCN-Fingerprint – in den Niederlanden für den Short Title Catalogue Netherlands entwickelt – zielt auf die Erkennung typographischer Unterschiede bei der Position der Bogensignatur in Relation zur letzten Zeile einer Seite. Als Hilfsmittel zur Ermittlung werden ein Geodreieck und ein Fadenzähler benötigt.